# Croix du Christ (massif du Beaufortain)
Pour les articles homonymes, voir Croix (christianisme) et Vraie Croix.
La Croix du Christ est une montagne de France située en Haute-Savoie, dans le massif du Beaufortain dont elle constitue l'un des sommets les plus septentrionaux. Avec 1 949 mètres d'altitude, elle domine la vallée de l'Arve au nord, notamment Saint-Gervais-les-Bains, le val d'Arly avec Megève à l'ouest et le val Montjoie à l'est. Elle fait partie d'une crête dont le mont Joly, son point culminant, est accessible via le mont Géroux au sud-est ; au nord-ouest se trouve le mont Joux et le mont d'Arbois. Ses pentes sont couvertes de pistes de ski et de remontées mécaniques du domaine skiable Évasion Mont-Blanc avec le télésiège de la Croix du Christ qui arrive à son sommet.